# Davina van Wely
Davina van Wely   (la Haia, 12 de maig de 1922 - Laren, 21 de novembre de 2004) va ser professor de violí holandès. Van Wely prové de la família Van Welij, l'arbre genealògic del qual s'inclou a l'obra de referència genealògica el Patriciaat de Nederland.

## Antecedents
Davina van Wely era la menor de les tres filles de la família del doctor Hendrik van Welij ('s-Gravenhage, 13 d'agost de 1887, 23 de maig de 1960) i de Davina Adriana Juliana Anna Ribbius Peletier (Utrecht, 6 de maig de 1889 - La Haia, 18 de juliol de 1967). Van Wely va créixer a La Haia, on el seu pare va treballar del 1919 al 1952 com a primer metge de l'Hospital Municipal de Zuidwal.

## Vida i treball
Van Wely va rebre les seves primeres lliçons de violí a partir dels quatre anys de la mà d'Arthur Oróbio de Castro i més tard d'Adolphe Poth, l'aleshores concertista de la Residentie Orkest. Després va continuar la seva formació al "Muzieklyceum d'Amsterdam" amb Oskar Back. Entre els seus companys hi havia Herman Krebbers, Theo Olof, Lola Mees i Dick Bor. Va completar els seus estudis al Conservatori nacional superior de música també conegut com a Conservatori de París amb la professora francesa de violí Line Talluel i el violinista romanès-francès George Enescu.
Davina van Wely va ensenyar al "Muzieklyceum" d'Amsterdam, primer com a ajudant d’Oskar Back. Més tard, va obtenir la seva pròpia classe amb els estudiants entre els quals va tenir en Jaap Van Zweden. El Muzieklyceum es va fusionar amb el Conservatorium van Amsterdam. El nou conservatori es va anomenar llavors "Sweelinck Conservatory". Van Wely va continuar la seva feina en aquest institut. Del 1969 al 1987 Van Wely també va ensenyar al Royal Conservatory (La Haia). Després d'això, va ensenyar només al Conservatori Sweelinck, a l'institut del qual va romandre connectada com a professora convidada del 1996 al 1999. Posteriorment, molts dels seus estudiants van tenir èxit com a professors de violí i/o professors de violí, inclosos Jaap van Zweden, Isabelle van Keulen, Marijn Simons, Jaring Walta, Coosje Wijzenbeek, Sonja van Beek, Eva Stegeman, Jan Repko, Simone Lamsma, Theodora Geraets, Peter Brunt, Jan Willem de Vriend, Cécile Huijnen, Suzanne Huijnen, Peter Michielsen, Michiel Commandeur, Wouter Vossen, Evert Sillem i Mieke Biesta.

## Premis
- El 1984 Van Wely va rebre el premi Hogenbijl pels seus èxits excepcionals en música clàssica.
- Cavaller de l'Orde d'Orange-Nassau.

## Els darrers anys
Els darrers anys de la seva vida, Davina van Wely va viure a la Rosa Spier Huis de Laren, on va morir als 82 anys. Es va celebrar un servei commemoratiu a l'auditori del cementiri "Den en Rust" de Bilthoven. Després de la incineració, les cendres de Davina van Wely van ser enterrades al cementiri Oud Eik en Duinen de La Haia.
Van Wely va llegar la seva casa al 718 Keizersgracht a Amsterdam al 'Stichting Jan Pietersz. House II 'amb l'objectiu de fer-hi apartaments per a músics joves. Abans que Van Wely comprés la casa al Keizersgracht 718, va viure al Keizersgracht 736 durant diversos anys, on va llogar allotjament al metge de pell Carol i la seva dona.

## Festival de violí Davina van Wely
El Concurs de violí Davina van Wely per a violinistes joves de 15 a 17 anys, fundat el 1991, va rebre el seu nom. Ara forma part del festival de violí Davina van Wely, que s'organitza cada dos anys. A més de la competició, es realitzen tallers, classes magistrals i concerts en el marc del Festival de violí Davina van Wely.